# Antoni Colomé
Antoni Colomé (principi segle XX) fou un sindicalista català. Com a representant de la Societat de Fusters de Barcelona, el 3 d'agost de 1907 va formar part del primer Consell Directiu de la Federació Local de Societats Obreres de Barcelona Solidaridad Obrera com a Secretari General.